# Fuori controllo (singolo)
Fuori controllo è il secondo singolo dei Negrita estratto dall'album Dannato vivere.
Il singolo è entrato nelle stazioni radiofoniche il 5 novembre 2011 poche settimane dopo il lancio del video.

## Video
Girato per le strade di Milano e al Rock'n'roll, il videoclip vede come protagonista assieme alla band l'attore Gianmarco Tognazzi, che firma anche la regia insieme a Paolo Soravia. Sul finale anche la presenza di Pino Scotto. Il video ha inoltre visto la partecipazione degli iscritti alla Stanza dei Dottori, il fanclub ufficiale dei Negrita.